# Operación Sultan 10
La Operación Sultan 10 (en persa: عملیات سلطان 10) fue una operación militar lanzada por la Fuerza Aérea de Irán el 29 de octubre de 1980 durante los comienzos de la Guerra Irán-Irak. 
En esta operación fue realizada por los escuadrones iraníes 32 y 33 compuesta por aviones F-4 Phantom II, los cuales participaron en un ataque a la base aérea de Al-Hurriah cerca de Mosul en Irak.
En los últimos días de octubre de 1980, los comandantes de la base aérea de Primera militar de Irán en Teherán recibieron la información secreta de que ingenieros franceses habían sido enviados a Irak y número de aviones Mirage F1 que la Fuerza Aérea Iraquí había comprado a Francia y que se encontraban en la base aérea Al-Hurriah, base militar cercana en Mosul. Cabe mencionar que este personal de la Fuerza Aérea francesa fue designado para entrenar a pilotos y técnicos iraquíes para utilizar los nuevos aviones Mirage F-1EQ, que recién habían llegado al país.

## Operación
La operación se llama Sultan-10, es decir, sólo 10 combatientes supuestos para cruzar las fronteras (Sultan 1 al 10). El objetivo fue de 180 millas dentro de Irak en Mosul. La operación fue planeada de 8 Phantom (2 como mínimo), 3 Tomcat (1 como reserva) y 3 Boeing 707 cisternas (1 como reserva). Ambos aviones Tomcat deberían haber estado al lado de los buques tanque para protegerlos, porque la pérdida de los petroleros costaría la pérdida de todos los Phantoms. 
Si equipo operativo cruzó la frontera del derecho de Irán al Mosul iban a dedicarse a la defensa aérea de bases que suministran con S-75, S-125, y el 2K12 Kub. Los comandantes ordenaron hacerlo en silencio de radio y comenzar la operación antes del amanecer. Justo antes de entrar en las fronteras de Irak tenían que repostar y utilizar los cielos de Turquía para entrar en Irak. Petroleros y Tomcat se quedaron en baja altitud y esperaron a los Phantoms regreso. Durante los buques tanque que protegen uno de los radares Tomcats era siempre apagado para reducir las posibilidades de reconocimiento por parte de Irak.
Mientras tanto el equipo de ataque bombardearon Mosul y estaba en camino a Irán. debido a la utilización de la capacidad máxima de aire-superficie de misiles, Ninguno de Phantoms tenía misiles aire-aire.
Los F-14 tenían la ventaja de AN/AWG-9, que podían detectar a los aviones enemigos a una distancia mucho más allá de los 200 km, por ello, los Tomcats se dan cuenta de que 4 combatientes se dirigen hacia los Phantoms a distancia de 40 millas. En cuanto a los Phantoms no tenían ningún misil para protegerse a sí mismos, Sultán-7 (capitán sedqi) y Sultan-8 (capitán Tayebi) recibió la orden de protección. Se dirigieron hacia ellos y elevaron su altitud de 15000 pies. Pero ellos no se percataron de la existencia de tomcats. lo que elevó a 20000 pies y de nuevo a 22000 pies. 
Sultan-7: 2 misiles AIM-54, 2 AIM-9, 3 AIM-7
Sultan-8 misiles: 2 AIM-9, 6 AIM-7
A unas 45 millas de los aviones Tomcats reconocido allí como 4 MiG-23. Sultan-7 ordenó tanto a su RIO como al otro Tomcat para encender allí sus sistemas ECCM sucesivamente. Pero después de un tiempo su propio sistema tiene mimado y sultan-8 ECCM más han cubierto las dos aeronaves. a 20 metros de los cuatro MiG-23, sedqi dijo a su copiloto para preparar dos AIM-54 Phoenix. El primer misil lanzado, seguido de 8 segundos más tarde por el segundo. El primer misil destruyó la aeronave en el mismo tiempo de hit. El segundo parecía no golpearlo, pero el copiloto dijo que paralizó el avión y Sultan-8 confirmó que a lo largo de este informe de que la ojiva explotó antes o después de que se supone que es. Combatientes iraquíes ahora se dieron cuenta del peligro y redujeron su altitud que los pilotos iraníes dijeron que era el mismo error que hizo su trabajo más fácil. sólo 7 millas a 2 MiG-23, se supone que Sultan-7 y 8 tras el lanzamiento de sus misiles juntos pero reveló que el sistema CDS de Sultan-8 no está funcionando, que sin csd no podía utilizar sus misiles y sólo podía utilizar el M61 Vulcan. Capitán Sedqi (sultan-7) dijo Sultan-8 que se quedan del lado del sultán-9 y Sultan-10 y esperar hasta volver. Sedqi convirtió el Afterburner en y los dos MiG-23 se separó el que el líder fue a la derecha y el seguidor se fue a la izquierda. Sedqi persiguió al líder y lanzado por primera vez AIM-7 que sacudió la cola y segundos más tarde un ala separada y saltó hacia el suelo. de repente el copiloto dijo "hay un MiG-23 detrás de nosotros". Sedqi cerró la Afterburner fuera y reduce la velocidad de 150 millas y se llevó el cono de la nariz hacia abajo, hacia los MiG-23 que estaba pasando por su parte inferior y disparó al segundo AIM-7, que golpeó la cola del MiG-23 y bajaron, pero es piloto expulsado y fue el único piloto que sobrevivió. uno de los pilotos muertos era Ahmad Sabah, quien llevó por 2 Northrop F-5 de IRAF en los primeros días de la guerra.